# Sangil
Le sangil est une langue austronésienne parlée aux Philippines. Au nombre de 15 000 (1996), ses locuteurs habitent les îles de Balut et Sarangani au sud de Mindanao.

## Classification
Le sangil appartient aux langues sangiriques, un des sous-groupes rattachés, par Blust (1991), au groupe des langues philippines, avec le bantik, le ratahan, le sangir et le talaud (en).

## Sources
- (en) Liao, Hsiu-Chan, A Typology of First Person Dual pronouns and their Reconstructibility in Philippine Languages, Oceanic Linguistics, 47:1, pp. 1-29, 2008.
- (en) Sneddon, J.N, The Languages of Minahasa, North Celebes, Oceanic Linguistics, IX:1, pp. 11-36, 1970.